# 南阳桥乡
南阳桥乡，是中华人民共和国湖南省株洲市渌口区下辖的一个乡镇级行政单位。

## 行政区划
南阳桥乡下辖以下地区：
早禾冲村、竹园冲村、南烟冲村、乘霞垅村、周家埠村、横江村、铁西村、南岸村、竹基村、城塘村、三望冲村、大坝桥村、马家湾村、建佐湾村、桐山村、南阳桥村和袁家洲村。